# Culcasia angolensis
Culcasia angolensis är en kallaväxtart som beskrevs av Friedrich Welwitsch och Heinrich Wilhelm Schott. Culcasia angolensis ingår i släktet Culcasia och familjen kallaväxter. Inga underarter finns listade.